# Saccharicola bicolor
Saccharicola bicolor är en svampart som först beskrevs av D. Hawksw., W.J. Kaiser & Ndimande, och fick sitt nu gällande namn av D. Hawksw. & O.E. Erikss. 2003. Saccharicola bicolor ingår i släktet Saccharicola och familjen Massarinaceae.   Inga underarter finns listade i Catalogue of Life.